# باري بورنس
باري بورنس (بالإنجليزية: Barry Burns)‏ هو ملحن وموسيقي بريطاني، ولد في 1974 في غلاسكو في المملكة المتحدة.

## وصلات خارجية
- باري بورنس على موقع IMDb (الإنجليزية)
- باري بورنس على موقع ميوزك برينز (الإنجليزية)
- باري بورنس على موقع ديسكوغز (الإنجليزية)